# Dragan Šolak
Dragan Šolak (en cirílico serbio:  Драган Шолак , Vrbas, 30 de marzo de 1980) es un ajedrecista serbio que compite con la selección de Turquía desde 2011. Tiene el título de Gran Maestro desde 2001. 